# Почесний Кубок Люфтваффе
Почесний кубок за особливі заслуги у повітряній війні, також Почесний Кубок Люфтваффе (нім. Ehrenpokal für besondere Leistung im Luftkrieg) — німецька військова нагорода за особливі здобутки у повітряній війні, заснована рейхсмаршалом Германом Герінгом 27 лютого 1940. Нагородженню підлягали військовослужбовці Люфтваффе. Кошти на виготовлення кубків виділялися із спеціального фонду Рейхсміністерства авіації. Єдиним уповноваженим виробником кубків була берлінська фірма «Йоханн Вагнер та син» (нім. «JON.WAGNER&SOHN»).

## Будова, та зовнішній вигляд нагороди
За основу зовнішнього вигляду кубка узята аналогічна нагорода часів Першої світової війни — Почесний кубок для переможця у повітряному бою.
Лицьова сторона включає в себе рельєфні зображення бою двох орлів, а задня — Залізний хрест 1939. Підніжжя чаші прикрашено рельєфним зображенням дубового листя та жолудів, стебло — викарбованим прізвищем, ім'ям, військовим званням нагородженого та дата нагородження. На основі по колу напис — «За особливі здобутки у повітряній війні». Із зовнішньої сторони кубка на дні, зазначалася фірма-виробник, матеріал, з якого його було виготовлено, інші клейма.
Кубки виготовлялися зі срібла 835-ї проби. Кубок мав такі середні розміри: висота 203,00 мм., діаметр основи 100,3 мм, діаметр чаші 90,6 мм, діаметр кільця 59,5 мм, діаметр верхньої кромки 97,5 мм, вага 420 грамів. З середини 1942 використовувалось «німецьке срібло» (альпака — сплав міді, нікелю та цинку) зі срібленням. Середні параметри: висота 206,5 мм, діаметр основи 97,7 мм, чаша 90,2 мм, кільце 59,8 мм, верхня кромка 101,6 мм, вага 400 грамів. Кубок складався із з'єднаних разом чотирьох частин.

## Статут нагороди
За статутом кубок знаходився між Залізним хрестом першого класу і Лицарським хрестом, або Золотим німецьким хрестом. Нагородженню підлягали тільки пілоти бойових літаків за особливі досягнення під час бойових дій. Нагороджувалися пілоти, які вже були нагороджені Залізним хрестом першого класу, але їх здобуток не давав право для нагородження Лицарським хрестом, або Золотим німецьким хрестом. Вручався в коробці блакитного (розміри — 25,5 см довжина, 15,0 см ширина, 11,5 см висота), або значно рідше червоного кольору. До нагороди додавався нагородний лист.

## Деякі з власників нагороди

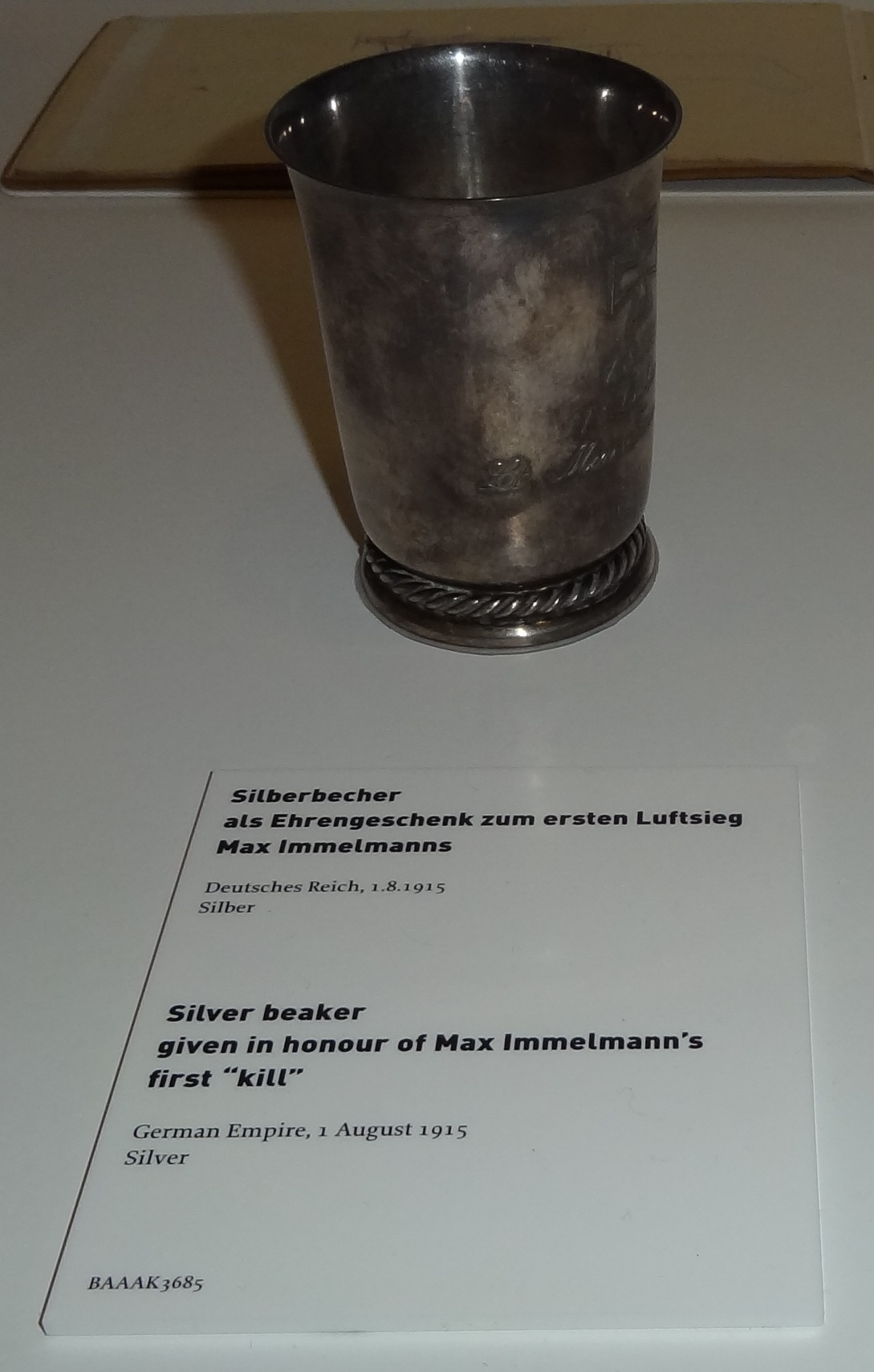
Почесний кубок для переможця у повітряному бою — аналогічна нагорода часів Першої світової війни.

| Прізвище                 | Дата нагородження | Військове звання |
| ------------------------ | ----------------- | ---------------- |
| Гайо Геррманн            | 28 грудня 1940    | Обер-лейтенант   |
| Гордон Голлоб            | 21 липня 1941     | Гауптман         |
| Роберт Олійник           | 7 серпня 1941     | Обер-лейтенант   |
| Ганс-Ульріх Рудель       | 20 вересня 1941   | Обер-лейтенант   |
| Ганс-Йоахім Марсель      | 3 листопада 1941  | Лейтенант        |
| Гюнтер Ралль             | 17 листопада 1941 | Лейтенант        |
| Герман Граф              | 15 грудня 1941    | Лейтенант        |
| Генріх Зюдель            | 18 березня 1942   | Фельдфебель      |
| Вальтер Новотни («Нові») | 14 липня 1942     | Лейтенант        |
| Герхард Баркхорн         | 20 липня 1942     | Обер-лейтенант   |
| Клаус Квет-Фаслем        | 21 вересня 1942   | Обер-лейтенант   |
| Отто Кіттель             | 21 грудня 1942    | Фельдфебель      |
| Вернер Кваст             | 25 червня 1943    | Фельдфебель      |
| Еріх Хартманн            | 13 вересня 1943   | Лейтенант        |